# Coenagrionidae
Coenagrionidae je familija malih vodenih devica. Pterostigme su im romboidnog oblika, a kvadrilateralna ćelija na krilima trapezoidna. Coenagrionidae predstavljaju familiju najbrojniju vrstama. Ima 6 potfamilija: Agriocnemidinae, Argiinae, Coenagrioninae, Ischnurinae, Leptobasinae i Pseudagrioninae.

## Rodovi
Prihvaćeno je preko 90 rodova.
- Acanthagrion
- Acanthallagma
- Aceratobasis
- Aciagrion
- Aeolagrion
- Africallagma
- Agriocnemis
- Amphiagrion
- Amphiallagma
- Amphicnemis
- Amorphostigma
- Andinagrion
- Angelagrion
- Anisagrion
- Antiagrion
- Apanisagrion
- Argia
- Argiagrion
- Argiocnemis
- Archboldargia
- Archibasis
- Austroagrion
- Austroallagma
- Austrocnemis
- Azuragion
- Bedfordia
- Boninagrion
- Bromeliagrion
- Caliagrion
- Calvertagrion
- Cercion
- Ceriagrion
- Chromagrion
- Coenagriocnemis
- Coenagrion
- Cyanallagma
- Denticulobasis
- Diceratobasis
- Dolonagrion
- Enacantha
- Enallagma
- Erythromma
- Helveciagrion
- Hesperagrion
- Himalagrion
- Homeoura
- Hylaeargia
- Hylaeonympha
- Inpabasis
- Ischnura
- Junix
- Leptagrion
- Leptobasis
- Leucobasis
- Megalagrion
- Melanesobasis
- Mesamphiagrion
- Mesoleptobasis
- Metaleptobasis
- Millotagrion
- Minagrion
- Moroagrion
- Mortonagrion
- Nehalennia
- Neoerythromma
- Nesobasis
- Onychargia
- Oreagrion
- Oreiallagma
- Oxyagrion
- Oxyallagma
- Pacificagrion
- Palaiargia
- Papuagrion
- Papuargia
- Paracercion
- Pericnemis
- Phoenicagrion
- Pinheyagrion
- Plagulibasis
- Proischnura
- Protallagma
- Pseudagrion
- Pyrrhosoma
- Rhodischnura
- Schistolobos
- Skiallagma
- Stenagrion
- Teinobasis
- Telagrion
- Telebasis
- Tepuibasis
- Thermagrion
- Tigriagrion
- Tuberculobasis
- Tukanobasis
- Vanuatubasis
- Xanthagrion
- Xanthocnemis
- Xiphiagrion
- Zoniagrion

## Galerija
- , ženka
- ovipozicija
- mužjak
- , kopula
- , kopula
- , tandem
- , mužjak
- , mužjak
- , mužjak
- , mužjak
- , mužjak
- , ženka
- , mužjak
- , mužjak
- Pyrrhosoma nymphula, presvlačenje
- , košuljice
- , košuljica
- , ženka
- , tandem
- Pyrrhosoma nymphula, ovipozicija u tandemu